# Jazz-Nekrolog 2016
Nekrolog
◄◄
| ◄
| 2012
| 2013
| 2014
| 2015
| 2016 | 2017 | 2018 | 2019 | 2020 | ►
Weitere Ereignisse | Allgemeiner Nekrolog 2016
Die Beschreibung der verstorbenen Person sollte so kurz wie möglich gehalten sein und nur deren signifikante Tätigkeit(en) enthalten.
Neue Namen ggf. auch unter dem Geburts- und Sterbedatum, also etwa unter 1. Januar und im Geburts- und Sterbejahr (2024) eintragen (nur bei entsprechender großer Wichtigkeit). Für Beispiele siehe die schon vorhandenen Artikel.
Außerdem über die fünf zuletzt Verstorbenen, zu denen es einen ausreichend guten Artikel für eine Präsentation auf der Hauptseite gibt, nach der todesbedingten Überarbeitung der Artikel ggf. auch unter Wikipedia Diskussion:Hauptseite informieren und sie am besten auch in den anderen Wikipedia-Sprachversionen eintragen. Tipp: Regelmäßig bei news.google.de nach „ist tot“, „gestorben“ oder „verstorben“ suchen.
Wenn eine Person gestorben ist, gibt es viele Seiten zu dieser Person in der Wikipedia, die davon auch betroffen sind und entsprechend aktualisiert werden müssen. Beispiele: Namenübersichtsseite, Geburtsjahr, Geburtsort-Seiten und viele mehr.
Wie finde ich die betroffenen Seiten?
Im Suchfeld auf der linken Seite gibt man den Suchbegriff so ein: „Vorname Nachname“. Dann klickt man auf Volltext und alle Seiten mit entsprechendem Suchtext werden aufgerufen. Hier sieht man dann schnell, wo auch das Todesjahr Sinn macht oder sogar ein Teil des Artikels angepasst werden muss. Auch hilft das „Werkzeug“ auf der linken Seite sehr gut, um solche Seiten aufzufinden: „Links auf diese Seite“. Somit ist die Wikipedia wieder aktuell in allen Bereichen! Hinweis: bei Eintragung der Kategorie „Gestorben JAHR“ wird der Missbrauchsfilter 49 ausgelöst, was jedoch nicht schlimm ist. Siehe: Spezial:Missbrauchsfilter/49
Dies ist eine Liste im Jahr 2016 verstorbener bekannter Persönlichkeiten aus dem Bereich des Jazz (und verwandter Genres). Die Einträge erfolgen analog zum allgemeinen Nekrolog 2016 zeitlich fallend und bei gleichem Datum alphabetisch.

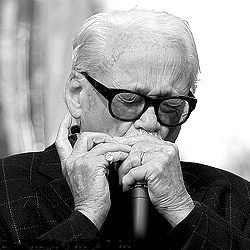
Jean-Baptiste „Toots“ Thielemans
29. April 1922 – 22. August 2016

## Januar
| Tag        | Name                            | Herkunft/Beruf                                             | Alter | Beleg |
| ---------- | ------------------------------- | ---------------------------------------------------------- | ----- | ----- |
| 31. Januar | Janusz Muniak                   | polnischer Tenorsaxophonist                                | 74    |       |
| 31. Januar | Tony Raine                      | britischer Pianist                                         | 81    |       |
| 30. Januar | Gerald Borsuk                   | US-amerikanischer Pianist                                  | 95    |       |
| 29. Januar | Alden Ashforth                  | US-amerikanischer Hochschullehrer und Musikproduzent       | 82    |       |
| 29. Januar | Jef Coolen                      | belgischer Trompeter                                       | 71    |       |
| 29. Januar | Ted Wald                        | US-amerikanischer Bassist                                  | 86    |       |
| 28. Januar | Vinícius Dorin                  | brasilianischer Multiinstrumentalist                       | 53    |       |
| 28. Januar | Dwayne Lee Pedigo               | US-amerikanischer Trompeter und Hochschullehrer            | 67    |       |
| 27. Januar | Joe Harris                      | US-amerikanischer Schlagzeuger                             | 89    |       |
| 26. Januar | Miguel Ángel Rasalps, „El Lele“ | kubanischer Sänger                                         | 71    |       |
| 26. Januar | Bryce Rohde                     | australischer Pianist                                      | 92    |       |
| 25. Januar | Frank Collett                   | US-amerikanischer Pianist                                  | 74    |       |
| 24. Januar | Jackie King                     | US-amerikanischer Gitarrist                                | 71    |       |
| 22. Januar | John Farris                     | US-amerikanischer Lyriker                                  | 75    |       |
| 22. Januar | Shankar Ghosh                   | indischer Musiker und Komponist                            | 80    |       |
| 22. Januar | Kathrin Lemke                   | deutsche Saxophonistin                                     | 44    |       |
| 20. Januar | Dick Mushlitz                   | US-amerikanischer Banjospieler                             | 86    |       |
| 19. Januar | Jack Feierman                   | US-amerikanischer Trompeter, Arrangeur und Orchesterleiter | 91    |       |
| 19. Januar | Robert W. Johnson               | US-amerikanischer Gitarrist                                | 79    |       |
| 17. Januar | Mic Gillette                    | US-amerikanischer Trompeter und Posaunist                  | 64    |       |
| 16. Januar | Hubert Giraud                   | französischer Musiker, Komponist und Songwriter            | 95    |       |
| 16. Januar | Jack Lidström                   | schwedischer Trompeter                                     | 84    |       |
| 14. Januar | Hamilton „Ham“ Carson           | US-amerikanischer Klarinettist                             | 86    |       |
| 13. Januar | Giorgio Gomelsky                | britischer Impresario, Musik-Manager und Produzent         | 81    |       |
| 13. Januar | George Grant                    | US-amerikanischer Doo-Wop-Sänger                           | 78    |       |
| 13. Januar | Ron Kalina                      | US-amerikanischer Harmonikaspieler                         | 87    |       |
| 11. Januar | Bill Dunham                     | US-amerikanischer Pianist und Bandleader                   |       |       |
| 10. Januar | Wayne Thompson                  | US-amerikanischer Kolumnist und Verleger                   | ?     |       |
| 9. Januar  | Barry Amass                     | US-amerikanischer Saxophonist                              | 62    |       |
| 9. Januar  | Padhi Frieberger                | österreichischer Künstler und Musiker                      | ≈86   |       |
| 8. Januar  | Otis Clay                       | US-amerikanischer Soul- und R&B-Sänger                     | 73    |       |
| 8. Januar  | Frank Jeffes                    | britischer Gitarrist                                       | 93    |       |
| 8. Januar  | Mary Ann Moss                   | US-amerikanische Sängerin                                  | ?     |       |
| 8. Januar  | Morris Wilson                   | US-amerikanischer Saxophonist                              | 76    |       |
| 7. Januar  | Alan Haven                      | britischer Organist                                        | 80    | [ 1 ] |
| 7. Januar  | Kitty Kallen                    | US-amerikanische Sängerin                                  | 93    |       |
| 6. Januar  | Alfredo „Chocolate“ Armenteros  | kubanischer Trompeter                                      | 87    |       |
| 6. Januar  | Roger Fugen                     | französischer Schlagzeuger                                 | 77    |       |
| 5. Januar  | Pachy Carrasco                  | dominikanischer Latin-Musiker                              | 47    |       |
| 4. Januar  | Klaus Arp                       | deutscher Komponist und Dirigent                           | 65    |       |
| 4. Januar  | Armsted Christian               | US-amerikanischer Musiker und Hochschullehrer              | 64    |       |
| 4. Januar  | Long John Hunter                | US-amerikanischer Bluesgitarrist und Songwriter            | 84    |       |
| 4. Januar  | Johnny Rogers                   | britischer Saxophonist                                     | ≈89   |       |
| 3. Januar  | Paul Bley                       | kanadischer Pianist                                        | 83    |       |
| 2. Januar  | Jo Ann Cheatham                 | US-amerikanische Fotografin und Verlegerin                 | 72    |       |
| 2. Januar  | Kira Payne                      | kanadische Saxophonistin und Klarinettistin                | 50    |       |
| 2. Januar  | Steve Welch                     | US-amerikanischer Posaunist und Sänger                     | 84    |       |
| 1. Januar  | Gilberto Mendes                 | brasilianischer Komponist                                  | 93    |       |
| 1. Januar  | Rusty Paul                      | US-amerikanischer Gitarrist                                | 74    |       |

## Februar
| Tag         | Name                       | Herkunft/Beruf                                            | Alter | Beleg |
| ----------- | -------------------------- | --------------------------------------------------------- | ----- | ----- |
| 28. Februar | Ben Conroy                 | US-amerikanischer Pianist                                 | 92    |       |
| 27. Februar | Robert Guthrie             | US-amerikanischer Rundfunkmoderator                       | 82    |       |
| 26. Februar | C. L. Blast                | US-amerikanischer Blues- und Soul-Sänger                  | 81    |       |
| 26. Februar | Maurice Van Eyck           | belgischer Schlagzeuger                                   | 79    |       |
| 25. Februar | John Chilton               | britischer Jazzmusiker und -autor                         | 83    |       |
| 25. Februar | Taylor McLean              | US-amerikanischer Künstler, Musiker und Produzent         | 72    |       |
| 23. Februar | Rey Caney                  | kubanischer Sänger und Musiker                            | 89    |       |
| 21. Februar | Hans Reffert               | deutscher Komponist und Gitarrist                         | 69    |       |
| 19. Februar | Harald Devold              | norwegischer Saxophonist und Flötist                      | 51    |       |
| 19. Februar | J. Leonard Oxley           | US-amerikanischer Pianist und Arrangeur                   | 87    |       |
| 18. Februar | Moe Wechsler               | US-amerikanischer Pianist                                 | 95    |       |
| 17. Februar | Hans-Günther Wauer         | deutscher Organist und Kantor                             | 90    |       |
| 15. Februar | Charles Patrick Wristen    | US-amerikanischer Trompeter                               | 70    |       |
| 14. Februar | Sweet Baby James Benton    | US-amerikanischer Sänger                                  | 85    |       |
| 14. Februar | L. C. Ulmer                | US-amerikanischer Bluesmusiker                            | 87    |       |
| 13. Februar | Bobby „Top Hat“ Davis      | US-amerikanischer Bluesmusiker                            | 83    |       |
| 7. Februar  | Brian Sibbald              | britischer Bassist                                        | 70    |       |
| 7. Februar  | Roger Willemsen            | deutscher Publizist, Autor, Essayist und Fernsehmoderator | 60    |       |
| 6. Februar  | Dan Hicks                  | US-amerikanischer Sänger und Gitarrist                    | 74    |       |
| 4. Februar  | Leslie Bassett             | US-amerikanischer Komponist und Posaunist                 | 93    |       |
| 4. Februar  | Leon Henderson             | US-amerikanischer Saxophonist                             | 75    |       |
| 4. Februar  | La Velle                   | US-amerikanische Sängerin                                 | 72    |       |
| 3. Februar  | Wolfgang Fuchs (1949–2016) | deutscher Saxophonist und Bassklarinettist                | 66    |       |
| 3. Februar  | Maurice White              | US-amerikanischer Sänger und Musiker                      | 74    |       |
| 1. Februar  | Freddie Jones              | US-amerikanischer Pianist                                 | 84    |       |

## März
| Tag      | Name                       | Herkunft/Beruf                                                | Alter | Beleg |
| -------- | -------------------------- | ------------------------------------------------------------- | ----- | ----- |
| 31. März | Terry Plumeri              | US-amerikanischer Bassist und Filmkomponist                   | 71    |       |
| 31. März | Mark Schulz                | US-amerikanischer Gitarrist und Komponist                     | 54    |       |
| 30. März | Ward Harston               | US-amerikanischer Saxophonist                                 | 65    |       |
| 30. März | Andy „Thunderclap“ Newman  | britischer Pianist                                            | 73    |       |
| 30. März | Gianmaria Testa            | italienischer Liedermacher                                    | 57    |       |
| 27. März | Frédéric Deval             | französischer Flamenco-Förderer, -Produzent und -Veranstalter | 65    |       |
| 26. März | David Baker                | US-amerikanischer Musiker, Komponist und Hochschullehrer      | 84    |       |
| 26. März | Joe Marillo                | US-amerikanischer Saxophonist und Musikveranstalter           | 83    |       |
| 26. März | Joseph James Shepley       | US-amerikanischer Trompeter                                   | 85    |       |
| 24. März | Roger Cicero               | deutscher Pop- und Jazzmusiker                                | 45    |       |
| 23. März | Joseph Gattone             | US-amerikanischer Pianist                                     | 86    |       |
| 23. März | BiLl Reid                  | US-amerikanischer Pianist                                     | 86    |       |
| 20. März | Helen Arlt                 | US-amerikanische Jazzclub-Vorsitzende                         | 94    |       |
| 20. März | Eddie „Poppa Duke“ Edwards | US-amerikanischer Musiker                                     | 80    |       |
| 20. März | Jimmy Gemus                | US-amerikanischer Flötist, Klarinettist und Saxophonist       | 95    |       |
| 19. März | John Roulet                | US-amerikanischer Schlagzeuger                                | 93    |       |
| 18. März | Michael Torsone            | US-amerikanischer Organist und Sänger                         | 62    |       |
| 17. März | Hannes Beckmann            | deutscher Geiger                                              | 65    |       |
| 17. März | Hugo Strasser              | deutscher Klarinettist und Bandleader                         | 93    |       |
| 16. März | Lee Andrews                | US-amerikanischer Doo-Wop-Sänger                              | 79    |       |
| 16. März | Frank Sinatra junior       | US-amerikanischer Sänger                                      | 72    |       |
| 15. März | Ryo Fukui                  | japanischer Pianist                                           | ≈67   |       |
| 15. März | John McKellen              | US-amerikanischer Musikproduzent                              | 85    |       |
| 14. März | O’Donel Levy               | US-amerikanischer Gitarrist                                   | 70    |       |
| 14. März | George Robert              | Schweizer Musiker                                             | 55    |       |
| 13. März | Sidney Mear                | US-amerikanischer Trompeter                                   | 87    |       |
| 13. März | Jim Yanaway                | US-amerikanischer Musikproduzent                              | 64    |       |
| 12. März | Tommy Brown                | US-amerikanischer R&B-Sänger                                  | 84    |       |
| 11. März | Joe Ascione                | US-amerikanischer Schlagzeuger                                | 54    |       |
| 11. März | Lutz Büchner               | deutscher Saxophonist                                         | 47    |       |
| 10. März | Ernestine Anderson         | US-amerikanische Sängerin                                     | 87    |       |
| 10. März | Jacques Mahieux            | französischer Schlagzeuger                                    | 69    |       |
| 9. März  | Naná Vasconcelos           | brasilianischer Perkussionist                                 | 71    |       |
| 9. März  | Léon Francioli             | Schweizer Jazzbassist                                         | 69    |       |
| 8. März  | George Martin              | britischer Musikproduzent                                     | 90    |       |
| 8. März  | Claus Ogerman              | deutsch-amerikanischer Komponist und Arrangeur                | 85    |       |
| 7. März  | Joe Cabot                  | US-amerikanischer Trompeter                                   | 94    |       |
| 7. März  | Timmy Makaya               | zimbabwischer Gitarrist und Bandleader                        | 67    |       |
| 7. März  | Jim Mitchell               | US-amerikanischer Gitarrist                                   | 80    |       |
| 7. März  | Kelly Roberty              | US-amerikanischer Bassist                                     | 61    |       |
| 7. März  | Dave West                  | US-amerikanischer Pianist                                     | 81    |       |
| 6. März  | Ireng Maulana              | indonesischer Gitarrist                                       | 71    |       |
| 6. März  | Jens Sülzenfuß             | deutscher Rundfunkmoderator                                   | 77    |       |
| 5. März  | Allen Gresch               | US-amerikanischer Musikveranstalter                           | 73    |       |
| 4. März  | Jim Rivard                 | US-amerikanischer Gitarrist                                   | 94    |       |
| 3. März  | Saïd Chraïbi               | marokkanischer Oud-Spieler                                    | 65    |       |
| 3. März  | Jeptha Spencer Bey         | US-amerikanischer Pianist                                     | 85    |       |
| 1. März  | Delle Haensch              | deutscher Saxophonist                                         | 89    |       |
| 1. März  | Martha Wright              | US-amerikanische Sängerin                                     | 92    |       |

## April
| Tag       | Name                | Herkunft/Beruf                                       | Alter | Beleg |
| --------- | ------------------- | ---------------------------------------------------- | ----- | ----- |
| 25. April | Remo Belli          | US-amerikanischer Schlagzeuger und Unternehmer       | 88    |       |
| 24. April | Billy Paul          | US-amerikanischer Sänger                             | 81    |       |
| 24. April | Papa Wemba          | kongolesischer Sänger                                | 66    |       |
| 22. April | Graham Tayar        | britischer Pianist                                   | 83    |       |
| 21. April | Lonnie Mack         | US-amerikanischer Gitarrist                          | 74    |       |
| 21. April | Prince              | US-amerikanischer Musiker                            | 57    |       |
| 18. April | Dolores Yeager      | US-amerikanische Bassistin und Musikalienhändlerin   | 87    |       |
| 15. April | Spartaco Andréoli   | französischer Saxophonist                            | 93    |       |
| 15. April | John Randolph Eaton | US-amerikanischer Pianist und Komponist              | 91    |       |
| 13. April | Mariano Mores       | argentinischer Tango-Komponist und -Dirigent         | 98    |       |
| 13. April | Jeremy Steig        | US-amerikanischer Flötist                            | 73    |       |
| 13. April | Pete Yellin         | US-amerikanischer Holzbläser                         | 74    |       |
| 11. April | Ernesto Baffa       | argentinischer Bandoneon-Spieler und Orchesterleiter | 83    |       |
| 11. April | Jack Hammer         | US-amerikanischer Musiker und Songwriter             | 90    |       |
| 9. April  | Tony Conrad         | US-amerikanischer Künstler, Musiker und Komponist    | 76    |       |
| 9. April  | Marty Laster        | US-amerikanischer Geiger                             | 65    |       |
| 9. April  | Joseph Muro         | US-amerikanischer Gitarrist und Bassist              | 98    |       |
| 6. April  | Dennis Davis        | US-amerikanischer Schlagzeuger                       | 66    |       |
| 6. April  | Zena Latto          | US-amerikanische Saxophonistin                       | 90    |       |
| 5. April  | Alfons Würzl        | österreichischer Klarinettist und Saxophonist        | 75    | [ 1 ] |
| 5. April  | Zena Latto          | US-amerikanischer Klarinettist und Saxophonist       | 90    |       |
| 4. April  | Carlo Mastrangelo   | US-amerikanischer Doo-Wop- und Prog-Rock-Sänger      | 77    |       |
| 4. April  | Gétatchèw Mèkurya   | äthiopischer Saxophonist                             | 81    |       |
| 3. April  | Don Francks         | kanadischer Schauspieler und Musiker                 | 84    |       |
| 3. April  | Walter Giers        | deutscher Licht-, Klang- und Medienkünstler          | 78    |       |
| 3. April  | Bill Henderson      | US-amerikanischer Sänger                             | 90    |       |
| 2. April  | Gato Barbieri       | argentinischer Saxophonist und Filmkomponist         | 83    |       |
| 2. April  | Jimmy Lewis         | US-amerikanischer Schlagzeuger                       | 74    |       |

## Mai
| Tag     | Name              | Herkunft/Beruf                                       | Alter | Beleg |
| ------- | ----------------- | ---------------------------------------------------- | ----- | ----- |
| 30. Mai | Jimmy Borges      | US-amerikanischer Sänger                             | 80    |       |
| 30. Mai | Joe Carter        | US-amerikanischer Gitarrist und Songwriter           | 54    |       |
| 30. Mai | Chris Haskins     | britischer Bassist                                   | 76    |       |
| 30. Mai | John A. Schaeffer | US-amerikanischer Bassist                            |       |       |
| 26. Mai | Tom Olin          | US-amerikanischer Holzbläser                         |       |       |
| 24. Mai | Marco Eneidi      | US-amerikanischer Jazzmusiker                        | 59    |       |
| 24. Mai | Anne-Marie Nzié   | kamerunische Sängerin                                | 84    |       |
| 23. Mai | Wes Phillips      | US-amerikanischer Bassist                            | 38    |       |
| 22. Mai | Michael Dennert   | deutscher Schlagzeuger                               |       |       |
| 21. Mai | Nick Menza        | US-amerikanischer Rock- und Fusion-Schlagzeuger      | 51    |       |
| 21. Mai | Vassil Parmakov   | bulgarischer Pianist                                 | 54    |       |
| 19. Mai | Christer Sandell  | finnischer Pianist                                   | 75    |       |
| 14. Mai | Ron Henry         | US-amerikanischer Sänger                             | 79    |       |
| 14. Mai | Lasse Mårtenson   | finnischer Sänger und Pianist                        | 81    |       |
| 14. Mai | Paul Smoker       | US-amerikanischer Trompeter                          | 75    |       |
| 13. Mai | Esther Cidoncha   | spanisch-algerische Jazz-Fotografin                  | 59    |       |
| 13. Mai | Buster Cooper     | US-amerikanischer Posaunist                          | 87    |       |
| 13. Mai | Fredrik Norén     | schwedischer Schlagzeuger                            | 75    |       |
| 12. Mai | Tony Gable        | US-amerikanischer Perkussionist                      | 64    |       |
| 12. Mai | Alan Tarpinian    | US-amerikanischer Schlagzeuger und Musikpädagoge     | 62    |       |
| 12. Mai | Harold Van Pelt   | US-amerikanischer Saxophonist und Komponist          | 85    |       |
| 11. Mai | Joe Temperley     | britischer Saxophonist                               | 86    |       |
| 9. Mai  | João Palma        | brasilianischer Schlagzeuger                         | 75    |       |
| 8. Mai  | Duncan Soutar     | US-amerikanischer Schlagzeuger und Rundfunkmoderator | 91    |       |
| 7. Mai  | Michael S. Harper | US-amerikanischer Lyriker                            | 78    |       |
| 6. Mai  | Hannes Bauer      | deutscher Posaunist                                  | 61    |       |
| 6. Mai  | Paul Brown        | US-amerikanischer Bassist und Musikpädagoge          | 82    |       |
| 6. Mai  | Candye Kane       | US-amerikanische Sängerin                            | 54    |       |
| 6. Mai  | June Smith        | australische Sängerin                                | 85    |       |
| 5. Mai  | Pete Wolbrette    | US-amerikanischer Trompeter                          | 62    |       |
| 4. Mai  | Ursula Mamlok     | US-amerikanische Komponistin                         | 93    |       |
| 4. Mai  | Reggie Torian     | US-amerikanischer Soulsänger                         | ≈67   |       |
| 2. Mai  | Jurij Kusnezow    | ukrainischer Pianist                                 | 62    |       |
| 2. Mai  | Paul McDowell     | britischer Sänger und Schauspieler                   | 84    |       |
| 1. Mai  | Doug Raney        | US-amerikanischer Gitarrist                          | 59    |       |
| 1. Mai  | Sergio Vitier     | kubanischer Komponist und Gitarrist                  | 68    |       |

## Juni
| Tag      | Name                            | Herkunft/Beruf                                        | Alter | Beleg |
| -------- | ------------------------------- | ----------------------------------------------------- | ----- | ----- |
| 30. Juni | Don Friedman                    | US-amerikanischer Pianist                             | 81    |       |
| 30. Juni | Juan Habichuela                 | spanischer Flamenco-Gitarrist                         | 83    |       |
| 29. Juni | Thomas Beimel                   | deutscher Komponist                                   | 49    |       |
| 29. Juni | Rob Wasserman                   | US-amerikanischer Bassist                             | 64    |       |
| 27. Juni | Isaiah Williams III             | US-amerikanischer Gitarrist                           | 54    |       |
| 26. Juni | Jean Huling                     | US-amerikanische Pianistin                            | 85    |       |
| 26. Juni | Erich Traugott                  | kanadischer Trompeter                                 | 88    |       |
| 24. Juni | Mike Pedicin                    | US-amerikanischer Saxophonist und Bandleader          | 98    |       |
| 24. Juni | Bernie Worrell                  | US-amerikanischer Keyboarder, Komponist und Produzent | 72    |       |
| 23. Juni | Stanley Cooper                  | US-amerikanischer Musikverleger                       | 91    |       |
| 23. Juni | Shelley Moore                   | britisch-amerikanische Sängerin                       | 84    |       |
| 22. Juni | Earl „Buzz“ Loveland            | US-amerikanischer Schlagzeuger                        | 83    |       |
| 22. Juni | Harry Rabinowitz                | britischer Komponist und Orchesterleiter              | 100   |       |
| 21. Juni | Jack Fuller                     | US-amerikanischer Journalist und Posaunist            | 69    |       |
| 21. Juni | Wayne Jackson                   | US-amerikanischer Trompeter                           | 74    |       |
| 21. Juni | Freddy Powers                   | US-amerikanischer Sänger und Songwriter               | 84    |       |
| 20. Juni | Stephen Jones                   | US-amerikanischer Bassist                             |       |       |
| 18. Juni | Detlev Beier                    | deutscher Bassist                                     | 58    |       |
| 18. Juni | Bill Eden                       | US-amerikanischer Holzbläser                          | 78    |       |
| 18. Juni | Judith Elaine Nelson            | US-amerikanische Pianistin                            | 68    |       |
| 17. Juni | Willy Andresen                  | norwegischer Musiker und Bandleader                   | 94    |       |
| 17. Juni | Paul Tillotson                  | US-amerikanischer Pianist und Organist                | 51    |       |
| 16. Juni | Sir Charles Thompson            | US-amerikanischer Pianist, Organist und Arrangeur     | 98    |       |
| 15. Juni | Totlyn Jackson                  | jamaikanische Sängerin                                |       |       |
| 13. Juni | Randy Jones                     | britisch-amerikanischer Schlagzeuger                  | 72    |       |
| 13. Juni | Ed Pucci                        | US-amerikanischer Schlagzeuger                        | 84    |       |
| 12. Juni | José M. Lugo („Luguito “)       | puerto-ricanischer Pianist, Komponist und Produzent   | 56    |       |
| 11. Juni | Fay Ellen Lehr                  | US-amerikanische Clubbesitzerin (Deer Head Inn)       |       |       |
| 9. Juni  | Ralf Butscher                   | deutscher Pianist                                     | ≈77   |       |
| 9. Juni  | Matthias Ziegert („Blueser 54“) | deutscher Blues-Förderer und -manager                 | 61    |       |
| 8. Juni  | Chris Lachotta                  | deutscher Bassist                                     | 56    |       |
| 8. Juni  | Aloisio Milanez Aguiar          | brasilianischer Pianist                               | 72    |       |
| 5. Juni  | Jack Coker                      | US-amerikanischer Pianist                             | 87    |       |
| 5. Juni  | Fred „Moe“ Snyder               | US-amerikanischer Posaunist                           | 94    |       |
| 4. Juni  | Bill Richmond                   | US-amerikanischer Schlagzeuger und Fernsehautor       | 94    |       |
| 3. Juni  | Claire Gordon                   | US-amerikanische Musikmanagerin und Autorin           | 97    |       |
| 3. Juni  | Morris „Moe“ Jennings           | US-amerikanischer Schlagzeuger                        | 77    |       |
| 2. Juni  | Ben Gerritsen                   | niederländischer Vibraphonist                         | 67    |       |
| 2. Juni  | Häns’che Weiss                  | deutscher Gitarrist                                   | 65    |       |

## Juli
| Tag      | Name                     | Herkunft/Beruf                                           | Alter | Beleg |
| -------- | ------------------------ | -------------------------------------------------------- | ----- | ----- |
| 9. Juli  | Rosie Rodriguez          | US-amerikanische Pianistin                               | 84    |       |
| 26. Juli | Chuck Berg               | US-amerikanischer Filmwissenschaftler, Musiker und Autor | 75    |       |
| 25. Juli | Allan Barnes             | US-amerikanischer Saxophonist und Flötist                | 66    |       |
| 23. Juli | Daniel Amelot            | französischer Bassist                                    | 81    |       |
| 23. Juli | André Clergeat           | französischer Journalist und Musikkritiker               | 89    |       |
| 22. Juli | Dominic Duval            | US-amerikanischer Bassist                                | 71    |       |
| 20. Juli | Williams Gaines          | US-amerikanischer Journalist                             | 82    |       |
| 18. Juli | Ann E. Ward              | US-amerikanische Pianistin                               | 67    |       |
| 17. Juli | Elsie Bianchi Brunner    | Schweizer Pianistin und Unternehmerin                    | 85    | [ 1 ] |
| 16. Juli | Claude Williamson        | US-amerikanischer Pianist                                | 89    |       |
| 15. Juli | Charles Davis            | US-amerikanischer Saxophonist                            | 83    |       |
| 15. Juli | Roland Prince            | antiguanischer Gitarrist                                 | 69    |       |
| 15. Juli | Christian Viénot         | französischer Holzbläser                                 | 91    |       |
| 13. Juli | Claude Vinh-San          | französischer Akkordeonist und Bandleader                | 82    |       |
| 12. Juli | Gregg Smith              | US-amerikanischer Chorleiter und Komponist               | 84    |       |
| 11. Juli | Samuel A. Floyd Jr.      | US-amerikanischer Musikwissenschaftler und Pädagoge      | 79    |       |
| 11. Juli | Alfred C. Heupt (Al Cee) | deutscher Posaunist, Pianist und Sänger                  | 69    |       |
| 11. Juli | Sebastian Whittaker      | US-amerikanischer Schlagzeuger                           | 49    |       |
| 10. Juli | Billy Balle              | deutscher Musikveranstalter                              | 69    |       |
| 9. Juli  | Vaughn Harper            | US-amerikanischer Rundfunkmoderator                      | 71    |       |
| 7. Juli  | Steve Grover             | US-amerikanischer Schlagzeuger und Hochschullehrer       | 60    |       |
| 7. Juli  | Marc Klein               | belgischer Musikveranstalter                             |       |       |

## August
| Tag        | Name                     | Herkunft/Beruf                                                | Alter | Beleg |
| ---------- | ------------------------ | ------------------------------------------------------------- | ----- | ----- |
| 31. August | Ken Rhodes               | US-amerikanischer Pianist                                     | 71    |       |
| 31. August | Ralph Swift              | US-amerikanischer Bassist                                     | 87    |       |
| 30. August | Roger Shew               | US-amerikanischer Bassist und Musikpädagoge                   | 41    |       |
| 29. August | Michael Di Pasqua        | US-amerikanischer Schlagzeuger                                | 63    |       |
| 29. August | Patricia Osborn          | US-amerikanische Musikveranstalterin und Promoterin           | 85    |       |
| 25. August | Rudy Van Gelder          | US-amerikanischer Tonmeister                                  | 91    |       |
| 24. August | Steven „Bo“ Eckhard      | US-amerikanischer Bassist und Musikpädagoge                   | 58    |       |
| 22. August | Sammy Banks              | US-amerikanischer Schlagzeuger                                | 96    |       |
| 22. August | Hans Rempel              | deutscher Musiker und Komponist                               | 75    |       |
| 22. August | Toots Thielemans         | belgischer Mundharmonikaspieler                               | 94    |       |
| 21. August | Berry Lipman             | deutscher Bandleader, Komponist, Arrangeur und Musikproduzent | 95    |       |
| 21. August | Gerhard Stein            | deutscher Saxophonist                                         | 86    |       |
| 20. August | Irving Fields            | US-amerikanischer Pianist                                     | 101   |       |
| 20. August | Celestin Kouka           | kongolesischer Sänger                                         | 81    |       |
| 20. August | Louis Smith              | US-amerikanischer Trompeter und Hochschullehrer               | 85    |       |
| 20. August | Louis Stewart            | irischer Gitarrist                                            | 72    |       |
| 19. August | Horacio Salgan           | argentinischer Tangomusiker                                   | 100   |       |
| 19. August | Derek Smith              | britischer Pianist                                            | 85    |       |
| 19. August | Bernd Titus              | deutscher Trompeter                                           | 68    |       |
| 17. August | John Fischer             | US-amerikanischer Pianist, Komponist und Maler                | 86    |       |
| 16. August | Kenny Olson              | US-amerikanischer Klarinettist und Saxophonist                | 94    |       |
| 15. August | Bobby Hutcherson         | US-amerikanischer Vibraphonist                                | 75    |       |
| 15. August | Bob Kindred              | US-amerikanischer Saxophonist                                 | 76    |       |
| 15. August | William Edward Schneider | US-amerikanischer Musikmanager                                | 97    |       |
| 13. August | Kenny Baker              | britischer Schauspieler und Mundharmonikaspieler              | 81    |       |
| 13. August | Connie Crothers          | US-amerikanische Pianistin                                    | 75    |       |
| 12. August | Ruby Wilson              | US-amerikanische Blues-, Soul- und Gospelsängerin             | 66    |       |
| 11. August | Doc DeHaven              | US-amerikanischer Trompeter                                   | 85    |       |
| 6. August  | Pete Fountain            | US-amerikanischer Klarinettist                                | 86    |       |
| 5. August  | Jo Cool Davis            | US-amerikanischer Gospelsänger                                | 63    |       |
| 5. August  | Freddy Sunder            | belgischer Gitarrist, Sänger und Arrangeur                    | 85    |       |
| 3. August  | Donald A. Bailly         | US-amerikanischer Saxophonist                                 | 80    |       |

## September
| Tag           | Name                     | Herkunft/Beruf                                                              | Alter | Beleg |
| ------------- | ------------------------ | --------------------------------------------------------------------------- | ----- | ----- |
| 29. September | Royal Torrence           | US-amerikanischer Soulsänger                                                | 82    |       |
| 26. September | Karel Růžička            | tschechischer Pianist                                                       | 76    |       |
| 25. September | Dawn Hampton             | US-amerikanische Sängerin                                                   | 88    |       |
| 25. September | Rod Temperton            | britischer Arrangeur, Songwriter und Keyboarder                             | 66    |       |
| 24. September | Howard Dudune            | US-amerikanischer Saxophonist und Klarinettist                              | 86    |       |
| 24. September | Helmut Plattner          | österreichischer Jazzmusiker (Trompete, auch Sopransaxophon, Komposition)   | 76    |       |
| 24. September | Jacques „Saxman Johnson“ | US-amerikanischer Saxophonist                                               |       | [ 2 ] |
| 24. September | Stanley Dural Jr.        | US-amerikanischer Akkordeonist                                              | 68    |       |
| 23. September | Leonardo Acosta          | kubanischer Musikwissenschaftler, Schriftsteller, Journalist und Saxofonist | 83    |       |
| 19. September | Roland Paolucci          | US-amerikanischer Musiker und Hochschullehrer                               | 78    |       |
| 16. September | January Christy          | indonesische Sängerin                                                       | 58    |       |
| 15. September | Kanyinola Olufemi Addie  | nigerianischer Musiker                                                      | 64    |       |
| 14. September | Don Buchla               | US-amerikanischer Synthesizer-Entwickler                                    | 79    |       |
| 13. September | Anne Germain             | französische Sängerin                                                       | 81    |       |
| 13. September | Nancy Rulli              | US-amerikanische Trompeterin                                                | 88    |       |
| 13. September | Bernd Schmude            | deutscher Banjospieler                                                      | 72    |       |
| 10. September | Dianne Pine              | US-amerikanische Sängerin                                                   | 68    |       |
| 7. September  | James B. Jones           | US-amerikanischer Saxophonist und Autor                                     | 95    |       |
| 6. September  | Lewis Merenstein         | US-amerikanischer Musikproduzent                                            | 81    |       |
| 5. September  | Amar Abdelkrim           | französischer Musikjournalist (TSF Jazz)                                    | 70    |       |
| 5. September  | Fred McFarlane           | US-amerikanischer Songwriter, Musikproduzent und Musiker                    |       |       |
| 3. September  | Nora York                | US-amerikanische Sängerin                                                   | 60    |       |
| 2. September  | Lennie Green             | US-amerikanischer Clubbesitzer (Basin Street East)                          | 99    |       |
| 1. September  | Paul Dubois              | belgischer Bassist                                                          | 92    |       |

## Oktober
| Tag         | Name                             | Herkunft/Beruf                                                               | Alter | Beleg |
| ----------- | -------------------------------- | ---------------------------------------------------------------------------- | ----- | ----- |
| 30. Oktober | Bill Kyle                        | schottischer Schlagzeuger, Promoter und Clubbesitzer                         | ≈70   |       |
| 27. Oktober | Valter Ojakäär                   | estnischer Komponist, Musikjournalist und Musiker                            | 93    |       |
| 27. Oktober | Erasto Vasconcelos               | brasilianischer Sänger und Komponist                                         | 69    |       |
| 27. Oktober | Bobby Wellins                    | schottischer Saxophonist                                                     | 80    |       |
| 26. Oktober | Pinise Saul                      | südafrikanische Sängerin                                                     | ≈75   |       |
| 25. Oktober | Paul Vincent                     | deutscher Jazzrock-Musiker                                                   | 65    |       |
| 24. Oktober | Eddy Christiani                  | niederländischer Gitarrist, Sänger und Songwriter                            | 98    |       |
| 24. Oktober | Georges Jouvin                   | französischer Trompeter                                                      | 93    |       |
| 24. Oktober | Neven Mijač                      | jugoslawischer bzw. kroatischer Bluesharpspieler                             | 51    |       |
| 24. Oktober | Freddy Poulsen                   | dänischer Musiker und Künstler                                               | 80    |       |
| 21. Oktober | Manfred Krug                     | deutscher Schauspieler und Sänger                                            | 79    |       |
| 20. Oktober | Achieng Abura                    | kenianische Sängerin                                                         |       |       |
| 19. Oktober | Manfred Baierl                   | deutscher Saxophonist                                                        | ≈64   |       |
| 19. Oktober | Jos Knaepen                      | belgischer Fotograf                                                          | 71    |       |
| 18. Oktober | Phil Chess                       | US-amerikanischer Musikproduzent                                             | 95    |       |
| 18. Oktober | Mike Daniels                     | britischer Trompeter                                                         | 88    |       |
| 17. Oktober | Al Stewart                       | US-amerikanischer Trompeter                                                  | 89    |       |
| 15. Oktober | Bobby Hales                      | kanadischer Trompeter                                                        | 82    |       |
| 15. Oktober | Branko Pejaković                 | serbischer Bassist                                                           | 89    |       |
| 15. Oktober | Janey Hooper                     | US-amerikanische Sängerin                                                    |       |       |
| 14. Oktober | Edmond Harnie                    | belgischer Trompeter                                                         | 96    |       |
| 14. Oktober | Werner Lämmerhirt                | deutscher Gitarrist                                                          | 67    |       |
| 12. Oktober | Bruce DeMoll                     | US-amerikanischer Saxophonist                                                | 86    |       |
| 11. Oktober | Dairo Miyamoto                   | japanischer Saxofonist und Multiinstrumentalist                              | 59    |       |
| 10. Oktober | Richard Wang                     | US-amerikanischer Hochschullehrer, Musiker und Publizist                     | 88    |       |
| 9. Oktober  | Enrique "Quique" Lucca Caraballo | puerto-ricanischer Gitarrist, Sänger und Bandleader                          | 103   |       |
| 9. Oktober  | Guy Nadon                        | kanadischer Schlagzeuger                                                     | 82    |       |
| 9. Oktober  | Marin Petrache Pechea            | rumänischer Sänger                                                           | 71    |       |
| 8. Oktober  | Don Lewis                        | US-amerikanischer Trompeter                                                  | 65    |       |
| 7. Oktober  | Natalie Lamb                     | US-amerikanische Sängerin                                                    | 83    |       |
| 6. Oktober  | Ted Harvey                       | US-amerikanischer Bluesmusiker                                               | 85    |       |
| 3. Oktober  | Frederic Armand Hatfield         | US-amerikanischer Hochschullehrer und Mitbegründer des New Orleans Jazz Club | 88    |       |
| 1. Oktober  | Patricia King                    | US-amerikanische Sängerin                                                    | 88    |       |

## November
| Tag          | Name                | Herkunft/Beruf                                                    | Alter | Beleg |
| ------------ | ------------------- | ----------------------------------------------------------------- | ----- | ----- |
| 29. November | Allan Zavod         | australischer Pianist                                             | 71    |       |
| 28. November | Carlton Kitto       | indischer Gitarrist                                               | 74    |       |
| 27. November | Tony Martell        | US-amerikanischer Musikproduzent                                  | 90    |       |
| 26. November | Mac Chrupcala       | US-amerikanischer Pianist                                         | 75    |       |
| 25. November | Pauline Oliveros    | US-amerikanische Komponistin                                      | 84    |       |
| 24. November | Steve Cancelli      | US-amerikanischer Gitarrist                                       | 74    |       |
| 24. November | Shirley Bunnie Foy  | US-amerikanische Sängerin                                         | 80    |       |
| 24. November | Lou Tracey          | US-amerikanischer Liedtexter                                      | 88    |       |
| 22. November | Edgar „Dooky“ Chase | US-amerikanischer Trompeter, Bandleader und Gewerkschaftsaktivist | 88    |       |
| 22. November | Peter Dechert       | US-amerikanischer Fotograf, Komponist und Jazzmusiker             | 91    |       |
| 20. November | Hod O’Brien         | US-amerikanischer Pianist                                         | 80    |       |
| 19. November | Dominique Répécaud  | französischer Gitarrist                                           | 61    |       |
| 16. November | Robert Paiste       | estnisch-schweizerischer Instrumentenbauer und Musikproduzent     | 84    |       |
| 15. November | Mose Allison        | US-amerikanischer Pianist und Sänger                              | 89    |       |
| 15. November | Bob Walsh           | kanadischer Bluesmusiker                                          | 68    |       |
| 14. November | Tony Monte          | US-amerikanischer Pianist und Arrangeur                           | 77    |       |
| 13. November | Leon Russell        | US-amerikanischer Pianist und Sänger                              | 74    |       |
| 12. November | Bill Maginnis       | US-amerikanischer Schlagzeuger und Komponist                      | 77    |       |
| 12. November | Jacques Werup       | schwedischer Musiker, Schriftsteller und Drehbuchautor            | 71    |       |
| 11. November | Victor Bailey       | US-amerikanischer Bassgitarrist                                   | 56    |       |
| 11. November | Peter Nthwane       | südafrikanischer Trompeter                                        | 64    |       |
| 11. November | Raynoma Singleton   | US-amerikanische Sängerin, Arrangeurin und Produzentin            | 79    |       |
| 9. November  | Al Caiola           | US-amerikanischer Gitarrist und Komponist                         | 96    |       |
| 9. November  | Charles Traeger     | US-amerikanischer Bassist und Instrumentenbauer                   |       |       |
| 8. November  | Jim Torok           | US-amerikanischer Klarinett                                       | 80    |       |
| 7. November  | Elvi Paschal        | US-amerikanischer Saxophonist                                     |       |       |
| 5. November  | Lucky Ranku         | südafrikanischer Gitarrist                                        | 75    |       |
| 4. November  | Janusz Stefański    | polnischer Schlagzeuger                                           | 70    |       |
| 3. November  | Kay Starr           | US-amerikanische Sängerin                                         | 94    |       |
| 2. November  | Bob Cranshaw        | US-amerikanischer Bassist                                         | 83    |       |

## Dezember
| Tag           | Name                 | Herkunft/Beruf                                                         | Alter | Beleg |
| ------------- | -------------------- | ---------------------------------------------------------------------- | ----- | ----- |
| 31. Dezember  | Jimmy Hamilton       | US-amerikanischer Pianist                                              | 80    |       |
| 31. Dezember  | David Meltzer        | US-amerikanischer Lyriker, Autor und Musiker                           | 79    |       |
| 30. Dezember  | Rich Conaty          | US-amerikanischer Rundfunkmoderator                                    | 62    |       |
| 30. Dezember  | Jacques Schols       | niederländischer Bassist und Bandleader                                | 81    |       |
| 29. Dezember  | Laurie Carlos        | US-amerikanische Performancekünstlerin, Schauspielerin und Intendantin | 67    |       |
| 28. Dezember  | Pierre Barouh        | französischer Komponist und Sänger                                     | 82    |       |
| 28. Dezember  | Knut Kiesewetter     | deutscher Posaunist und Sänger                                         | 75    |       |
| 27. Dezember  | Larry Abel           | US-amerikanischer Holzbläser, Kopist und Arrangeur                     | 83    |       |
| 27. Dezember  | Pete Burden          | britischer Saxophonist                                                 | 75    |       |
| 25. Dezember  | Eliane Cueni         | Schweizer Pianistin                                                    | 53    |       |
| 25. Dezember  | Alphonse Mouzon      | US-amerikanischer Schlagzeuger und Komponist                           | 68    |       |
| 23. Dezember  | Carlos Averhoff      | kubanischer Saxofonist und Musikpädagoge                               | 69    |       |
| 22. Dezember  | Guy Fay              | französischer Bluesforscher                                            | 61    |       |
| 21. Dezember  | Betty Loo Taylor     | US-amerikanische Pianistin                                             | 87    |       |
| 20. Dezember  | Eugen Hutter         | deutscher Clubbetreiber                                                | 93    |       |
| 18. Dezember  | Léo Marjane          | französische Sängerin                                                  | 104   |       |
| 15. Dezember  | Dwight Lenox         | US-amerikanischer Sänger                                               | 71    |       |
| 15. Dezember  | Dave Shepherd        | britischer Klarinettist                                                | 87    |       |
| 14. Dezember  | Markku Lievonen      | finnischer Schlagzeuger und Bassist                                    | 69    |       |
| 13. Dezember  | Betsy Pecanins       | US-amerikanisch-mexikanische Bluessängerin                             | 62    |       |
| 12. Dezember  | Barrelhouse Chuck    | US-amerikanischer Bluesmusiker                                         | 58    |       |
| 12. Dezember? | Toni Baxter          | britische Pianistin und Sängerin                                       | 66    |       |
| 11. Dezember  | Bob Krasnow          | US-amerikanischer Musikproduzent                                       | 82    |       |
| 11. Dezember  | Joe Ligon            | US-amerikanischer Gospelsänger                                         | 80    |       |
| 11. Dezember  | Bob Pecht            | US-amerikanischer Musiker                                              |       |       |
| 10. Dezember  | Daweli Reinhardt     | deutscher Gitarrist                                                    | 84    |       |
| 9. Dezember   | Jerald „Jerry“ Hisch | US-amerikanischer Baritonsaxophonist, Arrangeur und Musikpädagoger     | 82    |       |
| 8. Dezember   | Alan Lawson          | US-amerikanischer Holzbläser                                           | 71    |       |
| 6. Dezember   | Kathryn Bailey       | US-amerikanische Pianistin                                             | 86    |       |
| 6. Dezember   | Michael White        | US-amerikanischer Geiger                                               | 83    |       |
| 4. Dezember   | Radim Hladík         | tschechischer Gitarrist                                                | 69    |       |
| 3. Dezember   | Herb Hardesty        | US-amerikanischer R&B-Musiker                                          | 91    |       |

## Datum unbekannt
|                                    | Name                    | Beruf / bekannt durch                                              | Alter | Beleg |
| ---------------------------------- | ----------------------- | ------------------------------------------------------------------ | ----- | ----- |
| Tod bekanntgegeben am 21. Dezember | Osamu Uchida            | japanischer Promoter                                               | 87    | [ 1 ] |
| Tod bekanntgegeben am 21. Dezember | Yuri Vermenich          | russischer Jazzhistoriker                                          | 82    | [ 1 ] |
| Tod bekanntgegeben am 7. Dezember  | Theo Zwicky             | Schweizer Sammler und Jazzforscher                                 | 89    | [ 1 ] |
| Tod bekanntgegeben am 26. November | Patti Rogers            | trinidadische Sängerin                                             |       |       |
| Tod bekanntgegeben am 15. November | Victor Brown            | britischer Sänger                                                  | 95    |       |
| November                           | Tassili Bond            | US-amerikanischer Bassist                                          | ≈ 41  |       |
| Tod bekanntgegeben am 27. Oktober  | Charles Darden          | US-amerikanischer Sänger                                           | 43    |       |
| Tod bekanntgegeben am 24. Oktober  | Roger Eames             | britischer Rundfunkproduzent und Bassist                           |       | [ 3 ] |
| Tod bekanntgegeben am 20. Oktober  | John Ellson             | britischer Musikveranstalter                                       | 64    |       |
| Tod bekanntgegeben am 7. Oktober   | Joe Ferrante            | US-amerikanischer Trompeter                                        |       |       |
| Tod bekanntgegeben am 1. September | „Uncle“ Percy Gilbert   | britischer Bandleader                                              | 98    |       |
| Tod bekanntgegeben am 17. August   | Preston Hubbard         | US-amerikanischer Bluesmusiker                                     | 63    |       |
| Tod bekanntgegeben am 16. August   | Jürgen Müller           | deutscher Klarinettist                                             | 74    |       |
| Tod bekanntgegeben am 10. August   | Celia Mingus Zaentz     | US-amerikanische Produzentin und zweite Ehefrau von Charles Mingus |       | [ 1 ] |
| Tod bekanntgegeben am 28. Juli     | Grahame Shepherd        | britischer Saxophonist und Klarinettist                            |       |       |
| Tod bekanntgegeben am 28. Juli     | Jack Reilly             | US-amerikanischer Clubbesitzer (Ryles Jazz Club)                   | 98    | [ 1 ] |
| Tod bekanntgegeben am 27. Juli     | George Reznik           | kanadischer Pianist                                                | 86    |       |
| Tod bekanntgegeben am 7. Juli      | Milton Rich             | US-amerikanischer Schlagzeuger                                     | ≈87   |       |
| Tod bekanntgegeben am 8. Juli      | Roy Francis             | US-amerikanischer Bassist                                          |       |       |
| Tod bekanntgegeben am 12. Juni     | Mouma Bob               | nigrischer Gitarrist, Sänger und Komponist                         | 53    |       |
| Tod bekanntgegeben im Juni 2016    | Marvin Rosenthal        | US-amerikanischer Holzbläser                                       | ≈79   |       |
| Tod bekanntgegeben am 22. Juni     | Lucille Rounds          | US-amerikanische Pianistin                                         | 96    |       |
| Tod bekanntgegeben am 22. Juni     | Earl Wilson             | US-amerikanischer Gitarrist                                        | [ 1 ] |       |
| Tod bekanntgegeben am 21. Juni     | Don Gomez               | US-amerikanischer Nachtclubbesitzer                                | 91    |       |
| Tod bekanntgegeben am 15. Juni     | Klaus Schulz            | österreichische Jazzhistoriker                                     | 76    |       |
| Tod bekanntgegeben am 6. Juni      | Geraldene Derrick       | US-amerikanische Musikerin und Kopistin                            | 91    |       |
| Tod bekanntgegeben am 4. Juni      | Rich „Taste“ Rajewski   | US-amerikanischer Trompeter                                        | 70    |       |
| Mai 2016                           | Tony Gable              | US-amerikanischer Perkussionist                                    |       |       |
| Tod bekanntgegeben am 25. Mai      | Manfred Schieck         | deutscher Produzent (Konnex Records)                               |       | [ 1 ] |
| Tod bekanntgegeben am 18. Mai      | Volker Weiss            | deutscher Banjospieler                                             | 79    |       |
| Tod bekanntgegeben am 5. Mai       | Phil Gilbert            | US-amerikanischer Trompeter                                        |       |       |
| April                              | Manfred Schiek          | deutscher Musikproduzent (Konnex Records)                          |       |       |
| Tod bekanntgegeben am 6. April     | Thomas Stett            | deutscher Saxophonist                                              | 65    | [ 1 ] |
| Tod bekanntgegeben am 4. April     | Raymond Mouly           | französischer Musikjournalist                                      | 90    |       |
| Tod bekanntgegeben am 29. März     | James Jamerson junior   | US-amerikanischer Bassist                                          | 58    |       |
| Tod bekanntgegeben am 27. März     | Steve Rudig             | US-amerikanischer Trompeter                                        | ≈56   |       |
| Tod bekanntgegeben am 22. März     | Dave Hubbard            | US-amerikanischer Saxophonist                                      |       | [ 1 ] |
| Tod bekanntgegeben am 4. März      | Sam Hopkins             | US-amerikanischer Sänger                                           | 70    |       |
| Tod bekanntgegeben am 28. Februar  | Frank Cagliuso          | US-amerikanischer Holzbläser, Arrangeur und Musikpädagoge          | 87    |       |
| Ende Februar                       | Wolf Escher             | deutscher Trompeter, Arrangeur und Musikpädagoge                   | 72    |       |
| Tod bekanntgegeben am 25. Februar  | Mike Taylor (Trompeter) | britischer Trompeter                                               | 81    |       |
| Tod bekanntgegeben am 24. Februar  | David L. Reese          | US-amerikanischer Kurator ( Louis Armstrong House)                 |       | [ 1 ] |
| Tod bekanntgegeben am 20. Februar  | Michael Andrews         | US-amerikanischer Bluesmusiker                                     | 68    |       |
| Tod bekanntgegeben am 13. Februar  | Hosea Taylor            | US-amerikanischer Saxophonist und Aktivist                         | 67    |       |
| Tod bekanntgegeben am 27. Januar   | Gerhard Conrad          | deutscher Kritiker und Jazzforscher                                | 87    | [ 1 ] |
| Tod bekanntgegeben am 16. Januar   | Benny Golbin            | US-amerikanischer Saxophonist                                      | ≈30   |       |
| Januar 2016                        | John Farris             | US-amerikanischer Autor und Lyriker                                | ≈75   |       |